# Uracentron
Uracentron – rodzaj jaszczurek z rodziny lawanikowatych (Tropiduridae).

## Zasięg występowania
Rodzaj obejmuje gatunki występujące w Wenezueli, Kolumbii, Ekwadorze, Gujanie, Surinamie, Gujanie Francuskiej, Brazylii i Peru, prawdopodobnie także w Boliwii.

## Systematyka

### Etymologia
- Uracentron (Urocentron, Urocentrum, Uranocentron): gr. ουρα oura ‘ogon’[8]; κεντρον kentron ‘ostry koniec, kolec’[9].
- Doryphorus: gr. δορυφoρος doruphoros ‘noszący włócznię’, od δορυ doru, δορατος doratos ‘włócznia’[10]; -φορος -phoros ‘noszący’, od φερω pherō ‘nosić’[11]. Typ nomenklatoryczny: Stellio brevicaudata Latreille, 1802 (= Lacerta azurea Linnaeus, 1758).

### Podział systematyczny
Do rodzaju należą następujące gatunki:
- Uracentron azureum (Linnaeus, 1758) – kolcogon szmaragdowy[12]
- Uracentron flaviceps (Guichenot, 1855)